# Associazione Calcio Mantova 1985-1986
Questa voce raccoglie le informazioni riguardanti l'Associazione Calcio Mantova nelle competizioni ufficiali della stagione 1985-1986.

## Stagione
Nell'annata 1985-1986 il Mantova ha disputato il girone B del campionato di Serie C2: con 41 punti in classifica si è piazzato al secondo posto in coabitazione con l'Ospitaletto, a un solo punto dalla capolista, la Centese con 42 punti che è stata direttamente promossa in Serie C1. Per la seconda promozione si è reso necessario lo spareggio, che si è giocato l'8 giugno allo stadio Galleana di Piacenza e ha visto prevalere ai tiri di rigore i biancorossi sugli arancioni (4-3), dopo che i tempi regolamentari e supplementari erano finiti sullo 0-0, aprendo al Mantova le porte della Serie C1. Da segnalare le ultime quattro decisive partite di campionato, tutte vinte dai virgiliani, che hanno permesso prima di riprendere e poi di portare allo spareggio l'Ospitaletto.
Nella Coppa Italia di Serie C la squadra mantovana vince, nel precampionato, il proprio girone di qualificazione, superando il Fanfulla, l'Ospitaletto e il Pergocrema; poi nella fase finale, supera ai sedicesimi il Parma di Arrigo Sacchi, mentre negli ottavi di finale cede il passo alla Virescit Bergamo.

## Rosa
| N. |                   | Ruolo | Calciatore          |
| -- | ----------------- | ----- | ------------------- |
|    | Italia (bandiera) | C     | Roberto Antonioli   |
|    | Italia (bandiera) | C     | Pierangelo Avanzi   |
|    | Italia (bandiera) | A     | Mirko Battistella   |
|    | Italia (bandiera) | A     | Paolo Bertani       |
|    | Italia (bandiera) | D     | Eros Bortolin       |
|    | Italia (bandiera) | P     | Nadir Brocchi       |
|    | Italia (bandiera) | D     | Daniele Carnasciali |
|    | Italia (bandiera) | D     | Nicola Cassa        |
|    | Italia (bandiera) | D     | Carlo Cesario       |
|    | Italia (bandiera) | P     | Gabriele Di Lupo    |

| N. |                   | Ruolo | Calciatore          |
| -- | ----------------- | ----- | ------------------- |
|    | Italia (bandiera) | A     | Ernesto Foglia      |
|    | Italia (bandiera) | D     | Davide Lampugnani   |
|    | Italia (bandiera) | C     | Silvano Mazzi       |
|    | Italia (bandiera) | A     | Bortolo Mutti       |
|    | Italia (bandiera) | D     | Orazio Nodale       |
|    | Italia (bandiera) | C     | Nicola Pasolini     |
|    | Italia (bandiera) | C     | Emanuele Pischetola |
|    | Italia (bandiera) | D     | Claudio Pozzi       |
|    | Italia (bandiera) | C     | Antonio Terracciano |
|    | Italia (bandiera) | C     | Giampaolo Zaccheddu |

## Risultati

### Serie C2

#### Girone di andata
| Arbitro: | Ruffinengo (Savona) |

|                                                            |           |  |
| Bertani 13’ Mutti 26’ Barbero 48’ (aut.) Foglia 73’ (rig.) | Marcatori |  |

| Arbitro: | Picchio (Macerata) |

|                       |           |                         |
| Corò 21’ Franchin 90’ | Marcatori | 6’ Bertani 26’ C. Pozzi |

| Arbitro: | Vasselli (Roma) |

|                      |           |                 |
| Zaccheddu 50’ (rig.) | Marcatori | 55’ (rig.) Venè |

| Arbitro: | Guida (Palermo) |

|  |           |           |
|  | Marcatori | 25’ Mutti |

| Arbitro: | Limone (Torino) |

|                     |           |  |
| Foglia 6’ Mutti 51’ | Marcatori |  |

| Arbitro: | Lombardi (La Spezia) |

|  |           |                                 |
|  | Marcatori | 9’ (aut.) Venturi 30’ Zaccheddu |

| Arbitro: | Sanguineti (Chiavari) |

|                         |           |                     |
| Zaccheddu 21’ Mutti 23’ | Marcatori | 60’ (rig.) Zavarise |

| Arbitro: | Ciaccio (Napoli) |

|               |           |            |
| M. Grandi 70’ | Marcatori | 12’ Avanzi |

| Arbitro: | Nicoletti (Agropoli) |

|            |           |               |
| Tormen 78’ | Marcatori | 55’ Zaccheddu |

| Arbitro: | Forte (Aosta) |

|                             |           |  |
| Mutti 1’, 23’ Zaccheddu 64’ | Marcatori |  |

| Arbitro: | Scalcione (Matera) |

|                                      |           |  |
| Zaccheddu 27’ Bertani 51’ Foglia 60’ | Marcatori |  |

| Arbitro: | Arcovito (Messina) |

|           |           |  |
| Zardi 51’ | Marcatori |  |

| Arbitro: | Merlino (Torre del Greco) |

|                      |           |  |
| Zaccheddu 45’ (rig.) | Marcatori |  |

| Arbitro: | Tedeschi (Bologna) |

|                        |           |  |
| Cortesi 39’ Scotti 77’ | Marcatori |  |

| Arbitro: | Alfonso (Alghero) |

|               |           |  |
| Zaccheddu 17’ | Marcatori |  |

| Arbitro: | Manfredini (Modena) |

|                                           |           |                          |
| Nodale 2’ (aut.) Tassiero 15’ Cardaio 57’ | Marcatori | 50’ Foglia 74’ Zaccheddu |

| Arbitro: | Fiorenza (Siena) |

|             |           |               |
| Bertani 56’ | Marcatori | 76’ F. Grandi |

#### Girone di ritorno
| Vercelli 26 gennaio 1986 18ª giornata | Pro Vercelli    | 0 – 0 | Mantova | Stadio Leonida Robbiano\| Arbitro: \| Bettini (Forlì) \| |
| Arbitro:                              | Bettini (Forlì) |       |         |                                                          |

| Arbitro: | Di Gennaro (Ercolano) |

|                  |           |  |
| Mutti 25’ (rig.) | Marcatori |  |

| Arbitro: | De Angelis (Civitavecchia) |

|           |           |  |
| Cleto 83’ | Marcatori |  |

| Arbitro: | Boemo (Cervignano del Friuli) |

|  |           |             |
|  | Marcatori | 65’ Pezzoli |

| Arbitro: | Squadrito (Catania) |

|              |           |  |
| C. Rossi 70’ | Marcatori |  |

| Mantova 2 marzo 1986 23ª giornata | Mantova        | 0 – 0 | Venezia | Stadio Danilo Martelli\| Arbitro: \| Arpaia (Forlì) \| |
| Arbitro:                          | Arpaia (Forlì) |       |         |                                                        |

| Arbitro: | Iori (Parma) |

|                 |           |              |
| Torcigliani 33’ | Marcatori | 40’ C. Pozzi |

| Arbitro: | Mazzetti (Firenze) |

|           |           |                       |
| Mutti 51’ | Marcatori | 68’ Onorini 83’ Curti |

| Arbitro: | Picchio (Macerata) |

|                          |           |            |
| Bertani 24’ C. Pozzi 90’ | Marcatori | 75’ Dorigo |

| Arbitro: | Ceccarelli (Roma) |

|               |           |  |
| Biancuzzi 10’ | Marcatori |  |

| Pordenone 13 aprile 1986 28ª giornata | Pordenone        | 0 – 0 | Mantova | Stadio Ottavio Bottecchia\| Arbitro: \| Falca (Pinerolo) \| |
| Arbitro:                              | Falca (Pinerolo) |       |         |                                                             |

| Arbitro: | Guida (Palermo) |

|             |           |                     |
| Bertani 45’ | Marcatori | 51’ (rig.) Balacich |

| Arbitro: | Arcovito (Messina) |

|             |           |              |
| Pessina 52’ | Marcatori | 75’ C. Pozzi |

| Arbitro: | Giordano (Udine) |

|              |           |  |
| C. Pozzi 42’ | Marcatori |  |

| Arbitro: | Bonazza (Monfalcone) |

|            |           |                                 |
| Marsan 56’ | Marcatori | 63’ (rig.) Zaccheddu 86’ Foglia |

| Arbitro: | Fiorenza (Siena) |

|                  |           |  |
| Mutti 87’ (rig.) | Marcatori |  |

| Arbitro: | Nicoletti (Agropoli) |

|            |           |                           |
| Cerrone 1’ | Marcatori | 11’ Terracciano 14’ Mutti |

#### Spareggio promozione
| Arbitro: | Nicchi (Arezzo) |

|                                     |                      |                                             |
| Avanzi Mutti Zaccheddu Mazzi Foglia | Tiri di rigore 4 – 3 | Mazzucchelli Peressotti Rossi Baiguera Aimo |

### Coppa Italia Serie C

#### Fase eliminatoria a gironi
| Mantova 21 agosto 1985 1ª giornata | Mantova | 2 – 1 | Ospitaletto | Stadio Danilo Martelli |

| Crema 25 agosto 1985 2ª giornata | Pergocrema | 1 – 1 | Mantova | Stadio Giuseppe Voltini |

| Mantova 1º settembre 1985 3ª giornata | Mantova | 2 – 0 | Fanfulla | Stadio Danilo Martelli |

| Ospitaletto 4 settembre 1985 4ª giornata | Ospitaletto | 0 – 1 | Mantova | Stadio Comunale |

| Mantova 8 settembre 1985 5ª giornata | Mantova | 2 – 2 | Pergocrema | Stadio Danilo Martelli |

| Lodi 15 settembre 1985 6ª giornata | Fanfulla | 1 – 1 | Mantova | Stadio Dossenina |

#### Fase finale
| Arbitro: | Beschin (Legnago) |

|  |           |              |
|  | Marcatori | 15’ Pasolini |

| Mantova 15 gennaio 1986 Sedicesimi di finale - Ritorno | Mantova           | 0 – 0 | Parma | Stadio Danilo Martelli\| Arbitro: \| Caprini (Perugia) \| |
| Arbitro:                                               | Caprini (Perugia) |       |       |                                                           |

| Mantova 5 febbraio 1986 Ottavi di finale - Andata | Mantova | 1 – 2 | Virescit Bergamo | Stadio Danilo Martelli |

| Bergamo 26 febbraio 1986 Ottavi di finale - Ritorno | Virescit Bergamo | 1 – 0 | Mantova | Campo Oratorio Boccaleone |